# Camelia Macoviciuc
Camelia Macoviciuc, nata Mihalcea (Hudeşti, 1º marzo 1968), è un'ex canottiera romena.

## Palmarès

### Olimpiadi
- 1 medaglia:
  - 1 oro (Atlanta 1996 nel due di coppia pesi leggeri)

### Mondiali
- 3 medaglie:
  - 1 oro (St. Catharines 1999 nel due di coppia pesi leggeri)
  - 2 bronzi (Aiguebelette 1997 nel due di coppia pesi leggeri; Colonia 1998 nel due di coppia pesi leggeri)